# Joseph Steiner von Steinstätten

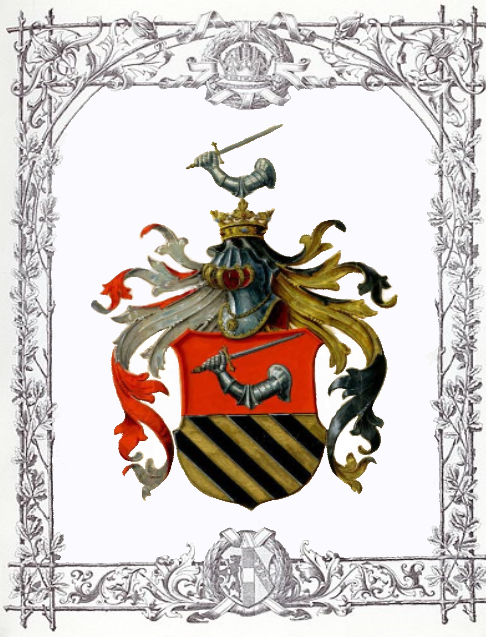
Wappen der Steiner Edlen von Steinstätten (1891)

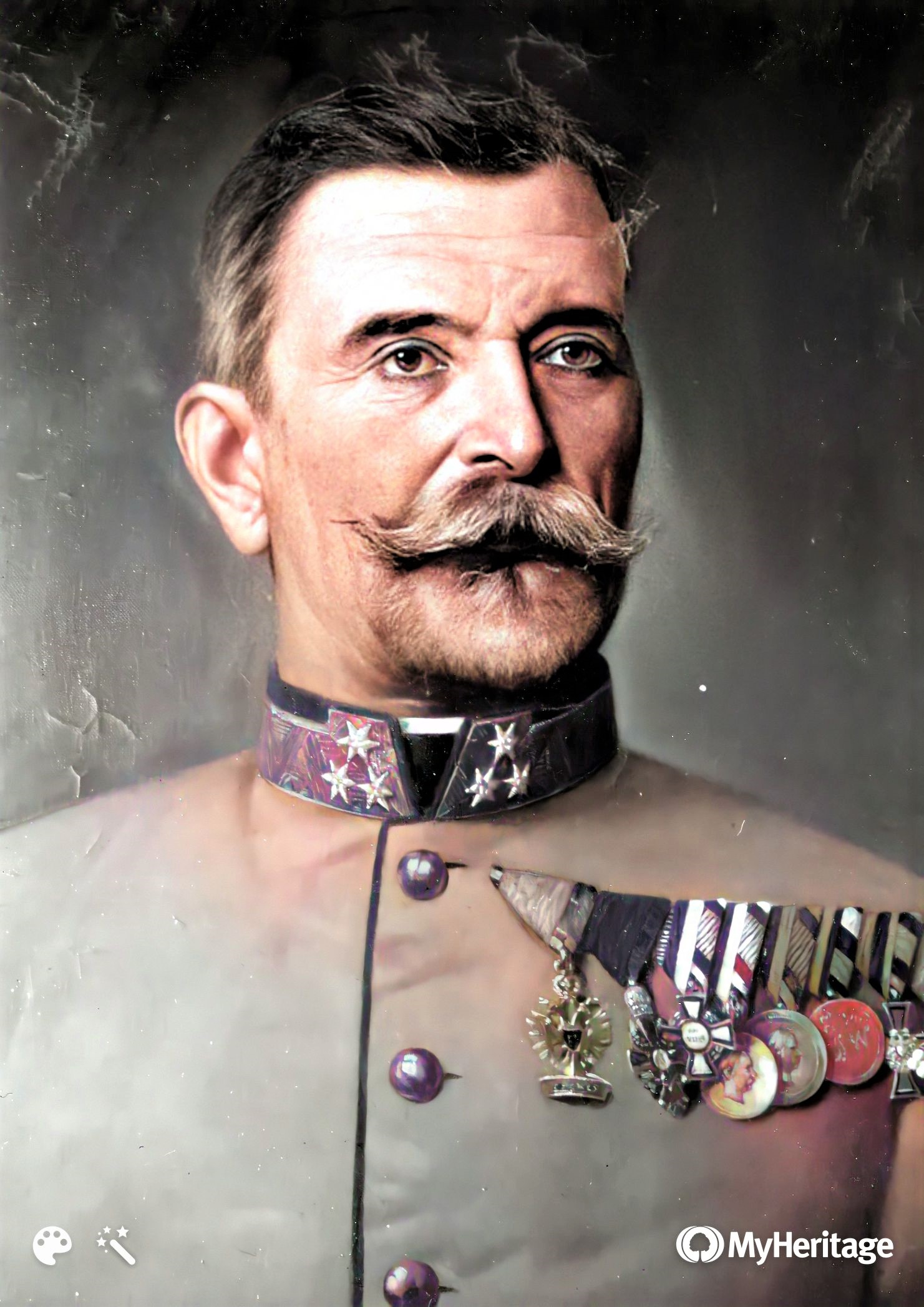
k.u.k. Oberst Josef Steiner Edler von Steinstätten

Joseph Steiner, ab 1891 Steiner Edler von Steinstätten (* 2. Jänner 1834 in Wolfsthal Bezirk Marburg, Kreis Marburg in der Untersteiermark (Vukovski Dol (Wolfsthal), Gemeinde Pesnica (Pößnitzhofen)); † 31. Oktober 1905 in Wien) war Offizier der k.u.k. Armee, 1895–1897 erster Kommandant des 1. Regimentes der Tiroler Kaiserjäger.

## Leben
Joseph Steiner stammte sowohl mütterlicher- als auch väterlicherseits von Winzerfamilien im hügeligen Grenzgebiet vom heutigen Slowenien (Windische Bühel/Slovenske Gorice) ab, wo er als Sohn der Katharina Steiner (* 19. November 1808 in Wolfsthal) zu einem Zeitpunkt zur Welt kam, als der leibliche Vater Joseph Herneth (* 25. Februar 1811 in Wolfsthal) gerade seinen damals 14-jährigen Militärdienst ableistete. Joseph Steiners Eltern heirateten deshalb erst am 25. November 1846, nachdem der Vater als ausgedienter "Inländer-Capitulant" und verabschiedeter k.k. österreichischer Feldwebel aus den k.k. Militär-Diensten entlassen und wieder in die Civil-Jirusdiction übergetreten war. Joseph Steiner hatte vier jüngere Schwestern, Theresia Steiner (* 26. September 1840 in Wolfsthal), Agnes Steiner (* 19. Jänner 1844 in Wolfsthal), Veronica Herneth (* 21. Juli 1848 in Wolfsthal) und Apollonia Herneth (* 9. Februar 1852 in Wolfsthal), von denen jedoch nur die beiden jüngeren Schwestern Veronica und Apollonia den Familiennamen Herneth führten, da sie erst nach der Hochzeit der Eltern im Jahr 1846 geboren worden waren.
Joseph Steiner trat 1851 als Freiwilliger in das 47. Linien-Infanterie-Regiment „Graf Kinsky“ ein, wurde 1860 als Leutnant vom 19. Gendarmerie-Regiment zum k.k. Feldjäger-Bataillon Nr. 9 transferiert, nahm im Rahmen des Deutsch-Dänischen Krieges am 3. Februar 1864 bei klarem Frostwetter mit Temperaturen um −20 °C am Gefecht von Ober-Selk sowie am 6. Februar 1864 am Gefecht bei Oeversee teil, bei dem das k.k. Feldjäger-Bataillon Nr. 9 gemeinsam mit dem k.k. Infanterie-Regiment „König der Belgier“ Nr. 27 die dänische Nachhut angriff und zurückdrängen konnte, wobei Steiner mit seinem Schwarm den vom Feind besetzten Ort Bilschau südlich von Flensburg an seiner rechter Flanke umgehen und so zu dessen Besitzergreifung beitragen konnte; am 8. März 1864 verfolgte Steiner mit der halben 6. Kompanie den nach Horsens sich zurückziehenden Feind und vertrieb ihn außer Sichtweite, wofür ihm am 10. Mai 1864 vom Kaiser wegen besonderer Tapferkeit vor dem Feind das Militärverdienstkreuz mit der Kriegsdekoration verliehen wurde. 1866 nahm Steiner unter General Ludwig Freiherr von Gablenz an der siegreichen Schlacht bei Trautenau (Trutnov) sowie an der Entscheidungsschlacht des preußisch-österreichischen Krieges bei Königgrätz teil.
Am 3. Mai 1877 heiratete Joseph Steiner die Witwe Agathe Stöger (geb. Hofer) und adoptierte am 19. Juli 1891 im Hinblick auf seine bevorstehende Erhebung in den erblichen österreichischen Adelsstand deren drei Söhne aus ihrer ersten Ehe mit dem Fabrikanten Georg Stöger (1818–1874): Julius (1860–1943), Rudolf (1861–1921) und Gustav (1864–1933), die daraufhin ab 1. Oktober 1891 den Familiennamen „Stöger-Steiner“ führten. Die Töchter Theresia Stöger verehel. Neuhold (1858–1953) und Ida Stöger verehel. Herwerthner (1863–1933) hingegen adoptierte er nicht, da diese damals beide bereits verheiratet waren; ebenso wenig adoptierte er Josef Stöger (1847–1917), Maria Stöger verehel. Wolfbauer (1848–1927) und Johann Stöger (1850–1911), da diese keine leiblichen Kinder, sondern lediglich Stiefkinder seiner Ehefrau Agathe waren und aus der ersten Ehe von Georg Stöger mit der 1856 verstorbenen Juliana Stöger geb. Kalbacher stammten.
Am 19. August 1878 rückte Joseph Steiner im Zuge der Einnahme von Sarajevo um 1.30 h früh als Hauptmann mit der 4. Kompanie als Vorhut der Colonne Oberst Lemaiċ über Radevo gegen Mrkojnica ab und erreichte nach 2 ¾ stündigem Marsch den Sattel nördlich des Pasin brdv, der von etwa 70 bis 80 Surgenten besetzt war, die sich aber nach einem kurzen Schusswechsel zurückzogen, woraufhin die übrigen österreichischen Kompanien bis 5.45 h den Pasim brdv erklimmen und das Bataillon weiter in Richtung auf das alte Kastell vordringen konnte. Joseph Steiner erhielt für diese Aktion im Rahmen des Feldzuges in Bosnien mit Allerhöchster Entschließung des Kaisers vom 20. Oktober 1878 eine Allerhöchste belobende Anerkennung.
1879 erfand Joseph Steiner einen für den Feldgebrauch geeigneten Distanzmesser, der vor allem in der Artillerie Verwendung fand. 1882 wurde er mit dem Ritterkreuz des königlich italienischen Maurizius- und Lazarus-Ordens ausgezeichnet. 1885/86 absolvierte Joseph Steiner den Stabs-Offizierskurs; 1887 wurde ihm vom Kaiser das Ritterkreuz des Franz-Joseph-Ordens verliehen; außerdem wurde er im selben Jahr zum Major befördert und zum Tiroler Jäger-Regiment „Kaiser-Franz-Joseph“ übersetzt.
Am 19. Oktober 1891 wurde Joseph Steiner mit dem Ehrenwort „Edler von“ und dem Prädikat „Steinstätten“ in den erblichen österreichischen Adelsstand erhoben. Am 26. November 1892 erhielt sein Stiefsohn Rudolf die kaiserliche Genehmigung zur Führung des Adels, worauf er sich „Stöger-Steiner Edler von Steinstätten“ nannte. Am 25. August 1917 erhielt dann auch noch sein älterer Bruder Julius die kaiserliche Genehmigung, sich „Stöger-Steiner Edler von Steinstätten“ zu nennen, der jüngste Stiefsohn Gustav Stöger-Steiner hingegen war – im Gegensatz zu seinen beiden älteren Brüdern – kein „Offizier des Soldatenstandes“, sondern „Truppenrechnungsführer“ und gehörte somit der „Militär-Rechnungskontrollbeamtenbranche“ an, die nicht berechtigt war, eine Adels- und Wappenüberragung zu beantragen.
Joseph Steiner Edler von Steinstätten wurde am 1. Mai 1892 zum Oberstleutnant und schließlich am 27. April 1895 zum Oberst sowie gleichzeitig zum (ersten) Kommandanten des 1. Regimentes der Tiroler Kaiserjäger ernannt, in welcher Funktion er bis zu seinem Übertritt in den Ruhestand am 13. Oktober 1897 verblieb. Seine Gemahlin Agathe verstarb am 7. Dezember 1901, er selbst am 31. Oktober 1905 in Wien. Das inzwischen aufgelassene Grabmal befand sich am Wiener Zentralfriedhof (Gruppe 1, Reihe 1, Nummer 7).